# Victor Bruce, Bá tước thứ 9 xứ Elgin
Victor Alexander Bruce, Bá tước thứ 9 của Elgin, Bá tước thứ 13 của Kincardine (16 tháng 05 năm 1849 - 18 tháng 01 năm 1917), được gọi là Lãnh chúa Bruce cho đến năm 1863, ông là một quý tộc, nhà quản lý thuộc địa và chính trị gia Đảng Tự do Anh, từng là Phó vương kiêm Toàn quyền Ấn Độ từ năm 1894 đến năm 1899. Ông được Thủ tướng Arthur Balfour chỉ định tổ chức một cuộc điều tra về việc tiến hành Chiến tranh Boer từ năm 1902 đến năm 1903. Ủy ban Elgin là cơ quan đầu tiên thuộc loại này của Đế quốc Anh, và nó đã đi đến Nam Phi lấy bằng chứng thông qua những câu chuyện được kể lại từ những người lính chiến đấu trong các trận chiến. Đây là lần đầu tiên Đế quốc Anh coi trọng mạng sống của những người đã chết và xem xét tình cảm của những người thân thương tiếc để lại, và đây là lần đầu tiên trong lịch sử Quân đội Anh công nhận lời khai của những binh lính bình thường cũng như của các sĩ quan.
Ông là con trai cả của James Bruce, Bá tước thứ 8 của Elgin, người đã rất thành công ở vai trò quản lý thuộc địa, từng trải qua các chức Thống đốc Jamaica, Toàn quyền Canada và Toàn quyền Ấn Độ. Gia tộc của ông nhận danh hiệu Bá tước Kincardine từ năm 1647 và đúng 1 thế kỷ sau, vào năm 1747 thì nhận thêm danh hiệu Bá tước Elgin. Cả 2 tước vị bá tước này đã được truyền lại cho đến tận ngày nay, hiện người thừa kế của gia tộc chính là Andrew Bruce, Bá tước thứ 11 của Elgin và thứ 15 của Kincardine (sinh năm 1924).